# حمیدالله ناصرضیا
حمیدالله ناصرضیا (متولد: ۱۹۵۱) دیپلمات اهل افغانستان است.

## زندگی شخصی
حمید ناصرضیا از بستگان ظاهرشاه و فرزند عطاالله ناصرضیا سفیر سابق افغانستان در هندوستان و روسیه است.
وی فارغ التحصیل دانشگاه ملی ایران است.
ولی در ۱۹۷۵ با فاطمه گیلانی دختر پیر سید احمد گیلانی ازدواج کرد. این دو چندین سال با هم زندگی کردند و سپس از هم جدا شدند.

## مأموریت دیپلماتیک
- سفیر افغانستان در تهران پس از پیروزی مجاهدین
- سفیر افغانستان در ایتالیا ۲۰۰۱ تا ۲۰۰۲
- سفیر افغانستان در آلمان ۲۰۰۲–۲۰۰۶